# Kismet (software)
Kismet è un rilevatore di rete, sniffer di pacchetti di rete e Intrusion detection system (sistema di rilevazione di intrusioni) per reti senza fili 802.11.
Kismet opera con qualsiasi scheda di rete senza fili che supporta la modalità di monitoraggio raw e può rilevare traffico 802.11a, 802.11b, 802.11g e 802.11n.
Il programma esiste per Linux, FreeBSD, NetBSD, OpenBSD, e Mac OS X.
Può essere eseguito su Windows ma affiancato da droni esterni.
Kismet è distribuito sotto licenza GNU ed è un software libero.

## Come funziona
Kismet è un potente rilevatore di reti wireless e sniffer disponibile per sistemi Linux. Funziona con qualsiasi scheda wireless che supporta la modalità di monitoraggio (rfmod), è in grado di identificare le reti wireless eseguendo passivamente una raccolta dei pacchetti in transito in modo non invasivo, individua reti con SSID visibile o nascosta senza essere individuato. La geolocalizzazione delle reti Wireless è quindi una delle caratteristiche principali di Kismet, in grado di interfacciarsi ad un dispositivo GPS al fine di rilevare le coordinate geografiche delle reti WiFi rilevate. In questo articolo vedremo come utilizzare Kismet su Ubuntu, la sua installazione e il collegamento ad un dispositivo GPS.